# Oleg Smirnov
Bản mẫu:Eastern Slavic name
Oleg Valeryevich Smirnov (tiếng Nga: Олег Валерьевич Смирнов; sinh ngày 1 tháng 10 năm 1990) là một cầu thủ bóng đá người Nga. Anh thi đấu cho F.K. Tambov.